# T-7紅鷹教練機

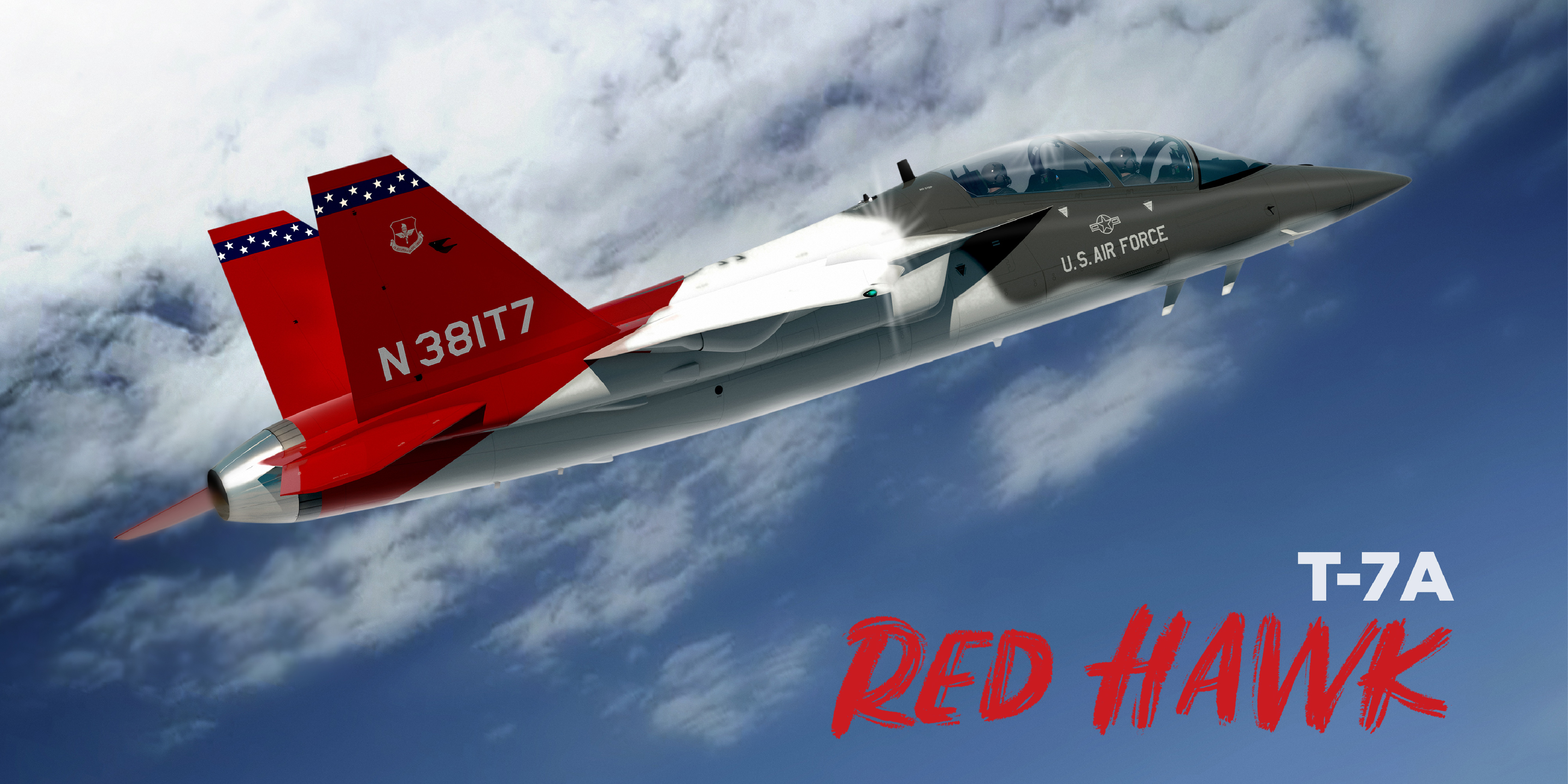
T-7紅鷹教練機宣傳照

T-7A紅鷹（T-7A Red Hawk），最初稱為波音T-X，是美國波音（Boeing）與瑞典紳寶（Saab）合作研製生產的高級噴射教練機，用以取代諾斯洛普（Northrop）T-38鷹爪（T-38 Talon）。

## 歷史
美國空軍教育訓練司令部（AETC）最早於2003年開始尋求新一代的高教機，用以汰換當時已服役40餘年的T-38教練機，因此於2015年3月20日提出了新式教練機採購競標專案──T-X教練機計畫（T-X program）。由於T-X教練機計畫將能夠滿足F-35閃電II戰鬥機的訓練需求，因此許多換裝F-35的國家在採購新教練機時有可能會參考美軍T-X教練機計畫的競標結果，所以此專案也成為近年少數的軍機大餅，引來各國航空製造大廠的高教機躍躍欲試，其中如韓國航空宇宙產業（Korea Aerospace Industries，KAI）的T50A、義大利李奧納多（Leonardo）的T-100（M 346）等與T-7A同屬第5代高級噴射教練機都參與競標。
波音與紳寶於2013年12月6日簽署了美國空軍T-X教練機計畫的合作協議。
波音公司於2016年9月13日首度公開展示與紳寶集團合製的TX原型機，緊接著於同年的12月20日首飛。
2018年9月27日美國國防部宣布由美國波音與瑞典紳寶合作研製的波音T-X教練機得標。美國空軍共計畫採購351架T-X教練機、46套飛行模擬器及相關的地面設備，預計花費成本為92億美元（約2,800億臺幣）；另外，根據美國空軍之前簽署的意向合約，空軍最多將可採購475架T-X教練機與120套飛行模擬器。
獲得美國空軍92億美元訂單的T-X噴射教練機正受到海軍與陸戰隊的注意，他們正打算跟進空軍的步伐採購這兩個軍種需要的T-X噴射教練機，用以取代目前使用的T-45教練機與F-5戰機。不過，美海軍與陸戰隊可能還需要數年才能開始進行自己的招標案。
波音將於2023年向德州聖安東尼奧──蘭多夫聯合基地交付首架T-X教練機與首套模擬器，之後預計每年大約以60架的速度進行量產，2024財年空軍將有足夠的T-X教練機和模擬器讓首個中隊使用這批裝備，並達到初始作戰能力（Initial Operational Capability，IOC）。
另外，空軍還在評估T-X執行其他任務的能力，包括讓T-X增加配備升級成輕型戰鬥機，或是做為空戰訓練時的對手戰機。
美國空軍2019年9月16日宣布正式將波音TX的型號與名稱定為T-7A紅鷹（T-7A Red Hawk），這是為了紀念二戰時的非裔飛行員。
瑞典紳寶與美國波音合作開發的T-7A紅鷹，從2020年1月10日起開始組裝生產，部件完成後會空運到美國，由波音來做後續組裝。
紳寶負責T-7A教練機的後機身部分的開發和生產，在瑞典林雪平（Linköping）生產了7個機尾部件，這些部分在完成後，會運到波音的美國密蘇里州聖路易工廠做最後組裝；
不過，瑞典林雪平的生產工作是暫時的，未來生產將轉移到美國印地安納州西拉法葉（West Lafayette）的新工廠。那是紳寶對美國投資的重要組成部分。
T-7A於2020年2月27日完成空中關閉發動機再啟動的測試。
2020年6月，T-7A紅鷹教練機完成機體與整體系統的關鍵設計審查（Critical Design Review，CDR）工作，代表該型機本身與各種子系統都已獲得確認，並朝正式量產里程碑大步前進。
2022年4月28日，第一架量產型T-7A正式下線，並將交付給美國空軍。

## 設計
T-7A的外形有如縮小版的F/A-18──因為它們都是採用大型前緣根部延伸（Leading-Edge Root eXtension，LERX）面與V型雙垂尾設計，而這種設計不僅能在低速時提供靈巧的操控，也能有更好的高攻角飛行能力，使它的飛行性能可以更接近現役的戰機。它還搭配有嵌入式訓練系統、遠端連線，可以與最先進的地面培訓演練器相結合，使完成T-7A演訓的飛行員，能夠輕鬆上手F-22與F-35等5代戰機，縮短中間的適應期，這對沒有雙座型的5代戰機而言，是相當重要的，因為當新進飛行員登上5代戰機的駕駛艙前，他必須已經學會了一切。另外，T-7A的單引擎推力比將要汰換的T-38C的雙引擎推力大了足足3倍。
2016年底T-X（T-7A）在為時55分鐘的航程中，最高爬升10,000英尺（3,048公尺），降落前航速達231節。據當時負責測試的波音飛行員表示，新設計的第5代高級噴射教練機符合了一切期望，具有優越的操縱性能，從教官座位望去，全景視線良好，而這對教練機來說十分重要。
T-7A採用先進數位化的全玻璃駕駛艙（Glass Cockpit），包括有一具大型抬頭顯示器（Head Up Display，HUD）與1具全數位觸控大面積顯示器（Large Area Display，LAD）等，這與F-35座艙配置相當類似。
而對於至關重要的維修性設計來說，T-7A大部分的檢修面板都設在地面維修人員伸手可及的高度，非常方便操作，而且飛機採用了單點壓力加油，這也是提高出動效率的關鍵。

## 系列機型
- BTX-1 – 2架原型機型號
- T-7A – 美國空軍量產型型號

## 服役國家
美国
美國空軍：共計畫採購351架，預計在2034年完成交付。
- 美国空军教育训练司令部(AETC)
  - 美国空军第412测试联队（英语：412th Test Wing）
    - 美国空军第416飞行测试中队（英语：416th Flight Test Squadron）

## T-7A諸元

### 基本規格
- 飛行員：2名
- 全長：14.15 m（46 ft 5.0 in）
- 翼展：10 m（32 ft 9.7 in）
- 高度：4.0 m（13 ft 1.4 in）
- 空重：4,460 kg
- 發動機：1具奇異航空（GE Aviation）F404-GE-402渦輪扇發動機，軍用推力11,000 lb（49 kN），最大後燃推力17,700 lb（79 kN）

### 性能
- 最快時速：1,300 km/h
- 航程：1,839 km
- 升限：15,240 m
- 爬升率：170 m/s（33,500 ft/min）

## 世界各國與「T-7A紅鷹」同屬第五代高級噴射教練機的機型
- T-BE5A勇鷹── 中華民國
- L15獵鷹── 中华人民共和国
- T-50金鷹── 大韓民國
- TAI噴射自由鳥── 土耳其
- Yak-130── 俄羅斯
- M 346大師── 義大利

## 參閲
- T-X教練機計畫

## 外部連結
- 官方网站
- Saab T-X page（页面存档备份，存于）
- Official video: Boeing T-X Becomes T-7A Red Hawk（页面存档备份，存于）